# ショットオーヴァー
ショットオーヴァー（Shotover、1879年 - 1898年）は、19世紀後半にイギリスで活躍した競走馬。2000ギニー、ダービーステークスの二冠を達成し、イギリスクラシック三冠に挑んだ史上唯一の牝馬である。

## 概要
ショットオーヴァーが戦った1882年は、牝馬がイギリスのクラシックを全勝し、ショットオーヴァー、セントマーガレット、ゲハイムニス、ダッチオーヴンの4頭の牝馬がクラシックを分け合った。そのほか、母にオークス馬を持ち、ニューマーケットセントレジャーに勝った牝馬ネリー、牡馬ではプリンスオブウェールズステークスに勝ったクイックライムがいた。
クラシックでの対戦成績は以下のとおり。2000ギニーは、当時未勝利馬だったショットオーヴァーがクイックライムを下した。ダービーも2000ギニーと同様に1着ショットオーヴァー、2着クイックライム。一方、牝馬戦線は1000ギニーでセントマーガレットが連闘で挑んだショットオーヴァーを破った。そのセントマーガレットも、オークスではゲハイムニスに敗れる結果になった。
ショットオーヴァーはアスコットダービーとパークヒルステークスに勝ち、セントレジャーステークスで史上4頭目のイギリスクラシック三冠に挑んだ。この競走にはゲハイムニスも出走していたが、勝ったのは単勝オッズ41倍の人気薄ダッチオーヴンだった。ショットオーヴァーはゲハイムニスとの2着争いにも敗れ、3着。セントレジャーステークスで牝馬が上位を占めたのは史上唯一である。
ショットオーヴァーは翌年も走ったが、勝てずに引退している。ゲハイムニスとダッチオーヴンはこのあとも走り、とくにゲハイムニスはジュライカップ、オールエイジドステークス、クイーンズスタンドプレートなど全20勝を挙げている。
ショットオーヴァーは競走馬引退後に繁殖牝馬となり、チャンピオンステークスなどに勝ったオリオンらを輩出した。
牝系子孫はフリゼットなどを通じてかなり拡大しており、トウルビヨン(1928)、マートルウッド(1932)、種牡馬パーソロン(1960)、タイプキャスト(1966)、ミスタープロスペクター(1970、10代母がショットオーヴァー)、シアトルスルー(1974)、ダリア(1978)、ダルシャーン(1981)、ファーディナンド(1983)、バーリ (競走馬)(1992)、シンダー(1997)、レイルリンク(2003)など枚挙に暇がない。日本でもプリテイキャスト、ラッキールーラ、レッツゴーターキン、サクラチトセオー、シルクプリマドンナ、ヘヴンリーロマンス、オウケンブルースリ、ジャスティンミラノなどを出している。また、13-c号族の大部分はショットオーヴァーの子孫が占めている（一部に全妹Penitentなどの子孫もいる）。
1895年以降は仔を産まなくなり、1898年に屠殺されて生涯を閉じた。

## 成績表
| 競走名                   | 1着馬          | 2着馬          | 3着馬    |
| ------------------------ | -------------- | -------------- | -------- |
| 2000ギニー               | Shotover       | Quicklime      | Marden   |
| 1000ギニー               | St. Marguerite | Shotover       | Nellie   |
| ダービーステークス       | Shotover       | Quicklime      | Sachem   |
| オークス                 | Geheimniss     | St. Marguerite | Nellie   |
| セントレジャーステークス | Dutch Oven     | Geheimniss     | Shotover |

## 血統表
| ショットオーヴァー (Shotover)の血統（タッチストン系 / Touchstone 3×5・4=21.88%） | ショットオーヴァー (Shotover)の血統（タッチストン系 / Touchstone 3×5・4=21.88%） | ショットオーヴァー (Shotover)の血統（タッチストン系 / Touchstone 3×5・4=21.88%） | （血統表の出典）           | （血統表の出典） |
| 父 Hermit 1864年 栗毛                                                            | 父の父Newminster 1848年 黒鹿毛                                                   | Touchstone                                                                       | Camel                      | Camel            |
| 父 Hermit 1864年 栗毛                                                            | 父の父Newminster 1848年 黒鹿毛                                                   | Touchstone                                                                       | Banter                     |                  |
| 父 Hermit 1864年 栗毛                                                            | 父の父Newminster 1848年 黒鹿毛                                                   | Beeswing                                                                         | Dr.Syntax                  | Dr.Syntax        |
| 父 Hermit 1864年 栗毛                                                            | 父の父Newminster 1848年 黒鹿毛                                                   | Beeswing                                                                         | Ardrossan Mare             |                  |
| 父 Hermit 1864年 栗毛                                                            | 父の母Seclusion 1857年 黒鹿毛                                                    | Tadmor                                                                           | Ion                        | Ion              |
| 父 Hermit 1864年 栗毛                                                            | 父の母Seclusion 1857年 黒鹿毛                                                    | Tadmor                                                                           | Palmyra                    |                  |
| 父 Hermit 1864年 栗毛                                                            | 父の母Seclusion 1857年 黒鹿毛                                                    | Miss Sellon                                                                      | Cowl                       | Cowl             |
| 父 Hermit 1864年 栗毛                                                            | 父の母Seclusion 1857年 黒鹿毛                                                    | Miss Sellon                                                                      | Belle Dame                 |                  |
| 母 Stray Shot（F-No.13-c） 1872年 鹿毛                                           | 母の父Toxophilite 1855年 鹿毛                                                    | Longbow                                                                          | Ithuriel                   | Ithuriel         |
| 母 Stray Shot（F-No.13-c） 1872年 鹿毛                                           | 母の父Toxophilite 1855年 鹿毛                                                    | Longbow                                                                          | Miss Bowe                  |                  |
| 母 Stray Shot（F-No.13-c） 1872年 鹿毛                                           | 母の父Toxophilite 1855年 鹿毛                                                    | Legerdemain                                                                      | Pantaloon                  | Pantaloon        |
| 母 Stray Shot（F-No.13-c） 1872年 鹿毛                                           | 母の父Toxophilite 1855年 鹿毛                                                    | Legerdemain                                                                      | Decoy                      |                  |
| 母 Stray Shot（F-No.13-c） 1872年 鹿毛                                           | 母の母Vaga 1858年 鹿毛                                                           | Stockwell                                                                        | The Baron                  | The Baron        |
| 母 Stray Shot（F-No.13-c） 1872年 鹿毛                                           | 母の母Vaga 1858年 鹿毛                                                           | Stockwell                                                                        | Pocahontas                 |                  |
| 母 Stray Shot（F-No.13-c） 1872年 鹿毛                                           | 母の母Vaga 1858年 鹿毛                                                           | Mendicant                                                                        | Touchstone                 | Touchstone       |
| 母 Stray Shot（F-No.13-c） 1872年 鹿毛                                           | 母の母Vaga 1858年 鹿毛                                                           | Mendicant                                                                        | Lady Moore Carew F-No.13-a |                  |